# Oxyopes macilentus
Oxyopes macilentus es una especie de araña del género Oxyopes, familia Oxyopidae. Fue descrita científicamente por L. Koch en 1878.
Habita en Japón y desde China hasta Australia. Son depredadores activos que cazan invertebrados (incluidas otras arañas) entre la vegetación. Son especialmente comunes en áreas verdes y campos de arroz. Sus cuerpos son característicamente largos y delgados, aproximadamente cuatro veces más largos que anchos. El color de su cuerpo varía de blanco pálido a amarillo, naranja o verde; con un patrón de líneas longitudinales negras, naranjas y blancas. Las hembras tienen una longitud corporal máxima de 10 mm (0,39 pulgadas), mientras que los machos crecen hasta 9 mm (0,35 pulgadas).